# Кукшинга
Кукшинга — деревня в Павинском районе Костромской области. Входит в состав Петропавловского сельского поселения

## География
Находится в северо-восточной части Костромской области на расстоянии приблизительно 11 км на восток по прямой от села Павино, административного центра района.

## История
До 1918 года деревня находилась на территории Никольского уезда Вологодской губернии. В 1859 году здесь было учтено 11 дворов.

## Население
Численность постоянного населения составляла 74 человека (1859 год), 67 в 2002 году (русские 97 %), 17 в 2022.